# Germán Codina
Germán Codina Powers (Uruguay, 28 de marzo de 1974) es un administrador público y político chileno, exmiembro del partido Renovación Nacional (RN). Entre diciembre de 2012 y noviembre de 2024 ejerció como alcalde de Puente Alto. Entre 2008 y 2012 fue concejal de la misma comuna, elegido con la primera mayoría, con alrededor de 18 000 votos.

## Biografía
Realizó sus estudios de enseñanza media en el Colegio Compañía de María Apoquindo. Se tituló de administrador público en la Universidad de Chile. Continuó con un magíster en ciencia política en la misma casa de estudios. Posteriormente viajó a Inglaterra, donde realizó un postítulo en el área de seguridad. Está casado y tiene cuatro hijos.
Ha ejercido su labor en el municipio de Puente Alto durante 12 años. En dicho periodo, llevó a cabo la construcción de hogares de la Villa San Pedro y San Pablo (la cual se encuentra al lado de la Villa Horizonte, en la cual también se están construyendo casas municipales), los que fueron entregados a allegados y a personas de escasos recursos provenientes de distintos campamentos de la comuna. Estas se convirtieron en las primeras viviendas sociales del país que, además de no tener deuda, cuentan con  60 metros cuadrados construidos, 3 dormitorios y un terreno de 100 metros cuadrados.
Del mismo modo, Codina participó de las negociaciones con el Ministerio de Vivienda para la demolición de “Casas Copeva” de la Villa Volcán II.[cita requerida]
Su gestión actual, se ha caracterizado por la lucha para el bienestar de los vecinos de su comuna. Algunos ejemplos de ello: la campaña «No al basural!», Comisaría en centro de conflicto Bajos de Mena, piscina temperada (gratuita), mosaicos en Muros del Metro Municipalidad y Estadio Municipal, incentivos al deporte (Fernando González está con su fundación trabajando en colegios), re-inserción en barrios conflictivos, juegos de inserción a personas con discapacidad, recrea-móvil, primero en «atención nocturna» (servicios municipales, primer martes de cada mes, después del horario laboral), entre otros.
Como curiosidad, se recuerda que salvó, en su primer periodo, al entonces presidente Sebastián Piñera de caer peligrosamente sobre unos escombros en una Visita a Bajos de Mena.
Apoyó la precandidatura presidencial de Manuel José Ossandón para las primarias presidenciales de la coalición de centroderecha Chile Vamos en 2017.
En sus años de servicio, ha ayudado a distintos comités de vivienda y vecinos de Puente Alto para la obtención de subsidios de ampliación y mejoramiento de sus casas. En otra área de interés, dirigió la creación del Consejo comunal de Seguridad Ciudadana.
El 15 de enero de 2018 fue el primer alcalde en saludar al Papa Francisco en su visita a Chile tras romper los protocolos impuestos por la ceremonia.
El 15 de noviembre de 2024 presentó su renuncia como alcalde de Puente Alto tras 12 años en el mando, esto con el fin de presentarse en las elecciones parlamentarias de Chile de 2025. Al mes siguiente renunció a su partido Renovación Nacional.